# صوبة
الصَوْبَة (الجمع: صوبات) هو مصطلح يشير لمقاطعة (ولاية) في سلطنة مغول الهند. الكلمة مشتقة من اللغة العربية. عُرف حاكم الصوبة بالناظم أو (صوبة دار). السلطان جلال الدين أكبر أسس الصوبات خلال إصلاحاته الإدارية بين العامين 1572-1580؛ في البداية كان عددها 12 صوبة، لكن فتوحاته زادت عدد الصوبات إلى 15 في نهاية عهده. تنقسم الصوبات إلى سراكير. وينقسم السركار إلى برجنات أو محلات. قام خلفاؤه، وأبرزهم أورنكزيب، بتوسيع عدد الصوبات من خلال غزواتهم. عندما بدأت الإمبراطورية بالتلاشي في أوائل القرن الثامن عشر، أصبحت العديد من الصوبات مستقلة فعلياً، أو غُزِيَتْ من قبل المراثيين أو البريطانيين.
في السياق الحديث، كلمة صوبة هي كلمة تستخدم للإقليم في اللغة الأردية.

## قائمة صوبات سلطنة مغول الهند

### صوبات جلال الدين أكبر الاثنتا عشرة
| #  | الصوبة                          | العاصمة                                                                                     |
| -- | ------------------------------- | ------------------------------------------------------------------------------------------- |
| 1  | صوبة كابل (كشمير أضيفت في 1586) | كابل                                                                                        |
| 2  | صوبة لاهور                      | لاهور                                                                                       |
| 3  | صوبة ملتان                      | ملتان                                                                                       |
| 4  | صوبة أجمير                      | أجمير                                                                                       |
| 5  | صوبة غجرات                      | أحمد آباد                                                                                   |
| 6  | صوبة دلهي                       | دلهي                                                                                        |
| 7  | صوبة أغرة                       | أغرة                                                                                        |
| 8  | صوبة مالوة                      | أوجاين                                                                                      |
| 9  | صوبة أودة                       | فايز آباد، ثم لكهنؤ                                                                         |
| 10 | صوبة الله أباد                  | الله آباد                                                                                   |
| 11 | صوبة بهار                       | باتنا                                                                                       |
| 12 | صوبة البنغال                    | Tanda (1574–95) راج محل (1595–1610, 1639–59) دكا (1610–1639, 1660–1703) مرشد أباد (1703–57) |

### صوبات أضيفت بعد 1595
| #  | الصوبة                                                             | العاصمة                                       | سنة التأسيس                       | الإمبراطور         |
| -- | ------------------------------------------------------------------ | --------------------------------------------- | --------------------------------- | ------------------ |
| 13 | Berar Subah                                                        | أشلبور ‏                                       | 1596                              | جلال الدين أكبر    |
| 14 | خاندش                                                              | برهان بور                                     | 1601                              | جلال الدين أكبر    |
| 15 | صوبة أحمد نجر (سُمّيَت حصن دولت آباد في 1636) (سُمّيَت مجدداً أورنك آباد) | أحمد نجر (1601–1636) حصن دولت آباد أورنك آباد | 1601 (conquest completed in 1636) | جلال الدين أكبر    |
| 16 | Orissa Subah                                                       | كوتاك                                         |                                   | شهاب الدين شاهجهان |
| 17 | صوبة كشمير                                                         | سري نكر                                       |                                   | شهاب الدين شاهجهان |
| 18 | صوبة تتا                                                           | تتا                                           |                                   | شهاب الدين شاهجهان |
|    | صوبة قندهار                                                        | قندهار                                        | 1638 (lost in 1648)               | شهاب الدين شاهجهان |
|    | Telangana Subah                                                    | نانديد ‏                                       | 1636 (merged into Bidar in 1657)  | شهاب الدين شاهجهان |
|    | صوبة بلخ                                                           | بلخ                                           | 1646 (lost in 1647)               | شهاب الدين شاهجهان |
|    | صوبة بدخشان                                                        | قندوز                                         | 1646 (lost in 1647)               | شهاب الدين شاهجهان |
| 19 | Bidar Subah                                                        | Bidar                                         | 1656                              | شهاب الدين شاهجهان |
| 20 | صوبة بيجابور                                                       | بيجابور                                       | 1684                              | أورنكزيب عالم كير  |
| 21 | صوبة غولكوندا (ثم حيدر أباد)                                       | حيدر آباد                                     | 1687                              | أورنكزيب عالم كير  |
| 22 | Sira Subah                                                         | Sira                                          | 1687                              | أورنكزيب عالم كير  |